# Enicmus alutaceus
Enicmus alutaceus is een keversoort uit de familie schimmelkevers (Latridiidae). De wetenschappelijke naam van de soort werd in 1885 gepubliceerd door Edmund Reitter.